# Tamimu Muntari
Tamimu Muntari, född 16 december 1995, är en ghanansk fotbollsspelare som spelar för Liberty Professionals i Ghana Premier League. Tamimu är lillebror till den ghananska landslagsspelaren Sulley Muntari.

## Klubbkarriär
Muntari inledde sin seniorkarriär i Mighty Jets. Han tilldrog sig utländskt intresse och var på provspel hos den spanska storklubben Real Madrid dock utan att få ett kontrakt. Han spenderade även en säsong på lån hos Wa All Stars. Han skrev inför säsongen 2013/2014 på för Liberty Professionals och inledde med att göra det första målet i Ghana Premier League mot sitt tidigare lag i en match som slutade 1-1. Under sina inledande säsonger i Liberty stod Muntari för en del imponerande insatser, men skador begränsade spelarens möjligheter till att glänsa.
I oktober 2016 skrev spelaren på ett nytt kontrakt för Liberty trots att han öppet uttryckt sitt intresse för att skriva på för ligarivalerna Hearts of Oak. Muntari återfanns i startelvan när säsongen 2017 startade men ådrog sig en skada redan under den första matchen och spelade inte under återstoden av säsongen.

## Landslagskarriär
Muntari blev uttagen till U20-landslaget inför vänskapsturneringen South African Tournament 2012.
Han togs ut till All African Games 2015 i Kongo-Brazzaville som en del av U23-truppen. På grund av ekonomiska orsaker endast bestod av inhemska spelare. Muntari fick 20 minuters speltid som inhoppare i 0-2-förlusten mot Nigeria då Ghana åkte ut ur turneringen redan i gruppspelet.